# Erik van Heijningen
Pour les articles homonymes, voir Van Heijningen.
 (janvier 2019).
Si vous disposez d'ouvrages ou d'articles de référence ou si vous connaissez des sites web de qualité traitant du thème abordé ici, merci de compléter l'article en donnant les références utiles à sa vérifiabilité et en les liant à la section « Notes et références ».
Erik van Heijningen, né le 19 mars 1991 à Amersfoort,, est un acteur et producteur néerlandais.

## Filmographie

### Acteur

#### Cinéma et téléfilms
- 2008 : Bloedbroeders (nl) : Simon Bakker
- 2010 : Flikken Maastricht : Pim van Lier
- 2010 : De co-assistent (nl) : Rutger Scheelink
- 2010 : Feuten (nl) : Freek Bolhuis Jr.
- 2011-2014 : SpangaS : Deef Korenhof
- 2012 : Kansloos : Le garçon à vélo
- 2013 : Parre : Sailboy
- 2015 : Koefnoen Presenteert : L'étudiant

### Producteur
- 2015 : One Kingdom, One Love